# Banifing de Kouoro
Der Banifing ist ein rechter Nebenfluss des Bani in Burkina Faso und Mali.

## Verlauf
Der Fluss hat seine Quellen in Burkina Faso an der Grenze zu Mali. Er bildet für etwa 100 km die Grenze zwischen den beiden Staaten und fließt auf diesem Stück tendenziell in westliche Richtung. Nach dem Verlassen der Grenze ändert er seinen Verlauf in nordwestliche Richtung. Der Banifing mündet schließlich etwa 50 km nordöstlich von Dioïla in den Bani.

## Abgrenzung
Der Banifing ist einer von insgesamt vier Flüssen im Bani Einzugsgebiet, der den Namen trägt. Neben den Nebenflüssen des Bagoé und des Baoulé mit diesem Namen, gibt es noch einen weiteren Nebenfluss des Bani, der bei der Stadt San mündet.